# Ero flammeola
Ero flammeola är en spindelart som beskrevs av Simon 1884. Ero flammeola ingår i släktet Ero och familjen kaparspindlar. Inga underarter finns listade i Catalogue of Life.